# Psilotrichum cordatum
Psilotrichum cordatum är en amarantväxtart som beskrevs av Horace Bénédict Alfred Moquin-Tandon. Psilotrichum cordatum ingår i släktet Psilotrichum och familjen amarantväxter. Inga underarter finns listade i Catalogue of Life.